# Сіамські близнюки

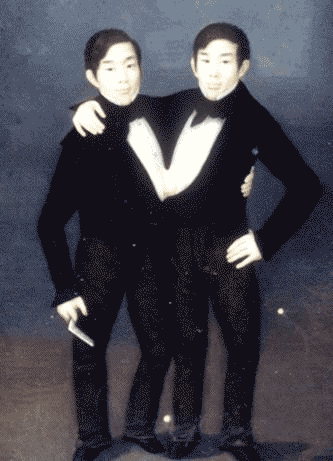
Можливо найвідоміші сіамські близнюки Чанг та Енг Банкери, народжені в Сіамі, звідки й назва

Сіамські близнюки — двійня, що має зрощення частини тіла одного близнюка з частинами тіла іншого. За однією теорією, таке трапляється через те, що зигота однояйцевих близнюків не зуміла повністю розділитися внаслідок занадто пізнього розділення, за іншою — вона розпочала розділення надто рано і внаслідок невідомих причин зиготи склеїлися одна з одною. Ймовірність народження сіамських близнюків становить приблизно один випадок на 200 000 пологів.
Близько половини сіамських близнюків народжуються мертвими. Рівень виживання таких немовлят становить 5—25 %. Частіше сіамські близнюки мають жіночу стать (70—75 % випадків).

## Назва
Термін походить від тайських (на той час Сіам) близнюків Чанга та Енга Банкерів, що активно гастролювали по світу.

## Типи сіамських близнюків
Виокремлюють кілька варіантів зрощення близнюків:
- Торакопаги (thoracopagus): Зрощення тіл в ділянці грудної клітки. В цьому випадку завжди залучене серце. У випадку спільного серця перспективи на довге життя як за хірургічного втручання, так і без нього, дуже невеликі. Такий тип зрощування спостерігається в 35—40 %.
- Омфалопаги (omphalopagus): зрощення в нижній частині грудної клітки. Серце не залучене, але близнюки часто мають спільні печінку, діафрагму, травний тракт та інші органи. Такий тип зрощування трапляється у 34 % сіамських близнюків.
- Ксифопаги (xiphopagous): зрощення хрящів грудної клітки.
- Іліопаги (iliopagus): зрощування в підвдишних ділянках, спиною до спини, включаючи сідниці. Такий тип зрощування трапляється у 19 % близнюків.
- Цефалопаги (cephalopagus): зрощення головами, тулуби ж розділені. В цілому такі близнюки не здатні вижити, бо мають певні ушкодження мозку. Іноді їх називають яніцепсами (від імені дволикого бога Януса), або краніопагами.
- Цефалоторакопаги (cephalothoracopagus): зрощення головами та тулубами. Такі близнюки не здатні до виживання за рідкісними винятками. Іноді використовують терміни ефолоторакопагуси (epholothoracopagus) або краніоторакопагуси (craniothoracopagus).
- Краніопаги (craniopagus): близнюки, що зрослися черепами, але мають окремі тулуби (2 % випадків).
- Паразитарні краніопаги: дві голови, що зрослися, з одним тулубом.
- Дицефали (dicephalus): дві голови, один тулуб та дві, три, або чотири руки (дицефал дибрахітус, трибрахітус та тетрабрахітус відповідно).
- Ішіопаги (ischiopagus): переднє з'єднання нижніх частин тіл і з хребцями, що зрослися на 180° один до одного. Такий тип зрощення трапляється у 6 % сіамських близнюків. Як варіант — хребти не з'єднані, проте обидва тази формують одне велике кільце, що включає два хрестці та два лобкові симфізи.
- Ішіо-омфалопаги (ischio-omphalopagus): Найвідоміший тип зрощення. Близнюки з'єднані хребтами у формі літери Y. Звичайно близнюки мають чотири руки та дві чи три ноги. Такий варіант зрощення не може бути розділений хірургічно, оскільки у близнюків частіше за все спільна репродуктивна та видільна система.
- Парапаги (parapagus): Зрощення боками, іноді серце також залучене. Такий тип зрощення у 5 % сіамських близнюків
- Дипрозоп: одна голова з двома обличчями, що розташовані з різних боків.
- Пигопаги: близнюки, що зрослися в районі хрестця.
- Трицеваги: найрідкісніший випадок зрощення близнюків, за якого відбувається не подвійне, а потрійне зрощення. Звичайно три близнюки мають один торс і три голови.

Іноді один з близнюків припиняє правильно розвиватися, паразитуючи на другому організмі, що розвивається нормально.

## Історичні відомості
Найбільш ранній випадок народження сіамських близнюків датується 945 роком, коли сіамських братів родом з Вірменії було привезено до Константинополя для оцінки медиками. Мері та Елайза Чалкхорст (Chulkhurst), сіамські сестри, що зрослися спинами, жили з 1100 до 1134 року в Англії. Це одна з добре відомих згадок подібного дефекту. Інший приклад, що набув розголосу — Шотландські брати (1460—1488, хоча дати відрізняються в різних джерелах), які нібито мали дві голови на одному тулубі (тобто дицефали). Ще приклад — Хелена та Джудіт з Угорщини(1701-1723), які встигли зробити певні музичні успіхи до того, як їх відправили до монастиря. Ріта та Крістіна Пароді (Parodi), що народилися 1829 року на Сардинії, були дицефалами тетрабрахіусами (один тулуб, чотири руки) і хоча вони померли у 8-місячному віці, встигли привернути до себе чимало уваги в Парижі, де їх демонстрували батьки.

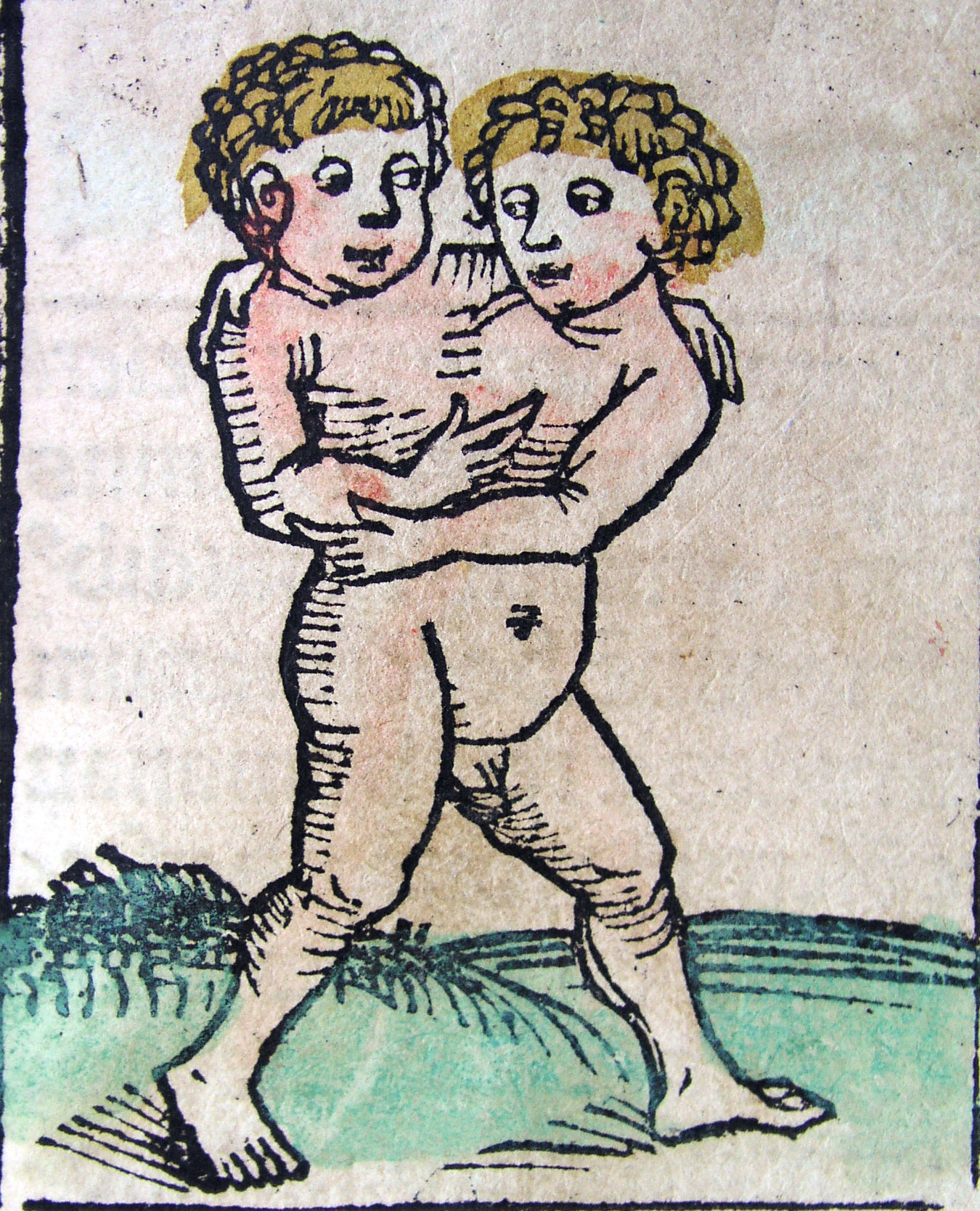
Ілюстрація до Нюрнберзької хроніки Гартмана Шеделя, 1440–1514 роки

Можливо найвідомішою парою сіамських близнюків були китайці: Чанг та Енг Банкери; (1811—1874), які народилися в Сіамі (сучасний Таїланд). Багато років вони гастролювали з цирком П. Т. Барнума під прізвиськом «Сіамські близнюки», так закріпивши назву за всіма подібними випадками. Чанг та Енг мали зрослі хрящі грудної клітки (так звані близнюки-ксифопаги). В сучасних умовах їх могли б легко розділити.
Кілька пар близнюків, що жили в XIX столітті, досягли успіхів, хоча ніхто з них і не досяг популярності Чанга та Енга Банкерів. За приклад можна взяти дівчаток-пігопагів Міллі та Крістіну МакКой (McCoy, або McKoy). Сіамські близнючки народилися рабинями в Північній Кароліні в 1851 році. Після народження їх продали шоуменові Дж. П. Сміту, але незабаром їх викрав конкурент, який намагався сховатися разом з ними в Англії. Спроба була придушена з причини заборони рабства в Англії. Сміт вирушив до Англії, аби забрати дівчаток та привезти матері Монімії, з котрою їх розлучили. Сміт та його дружина забезпечили близнючкам освіту, включаючи знання п'яти мов, гру на музичних інструментах та спів. Решту віку близнючки МакКой насолоджувались успіхом у «Двоголовому солов'ї» та показами в цирку Барнума. У 1912 році вони повмирали від туберкульозу з різницею у 17 годин.
Джованні та Джакомо Точчі з Локани (Італія) були увічнені в оповіданні Марка Твена «Дивовижні близнюки» під вигаданими іменами Анжело та Луїджі. Точчі народилися 1877 року дицефалами тетрабрахіусами, маючи один тулуб з двома ногами, двома головами та чотирма руками. Від народження батьки змушували їх до виступів, хоча самі близнюки відчували до цього відразу. Брати ніколи не навчились ходити, оскільки кожна голова мала контроль над однією з ніг. Коли в 1886 році, після турне Сполученими Штатами, близнюки зі своєю родиною повернулись до Європи, вони серйозно захворіли. Мабуть, саме тоді вони й померли, хоча деякі джерела стверджують, що вони дожили до 1940 року в Італії, ведучи усамітнений спосіб життя.

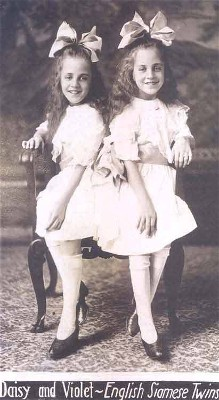
Дейзі та Віолет Хілтон у невідомому віці

В ХХ–XXI століттях серед сіамських близнюків, що викликали широкий суспільний інтерес, були:
- Роза та Жозефа Блажек (Rosa & Josepha Blazek) з Богемії (1878—1922);
- Люціо та Симпліціо Годіна (Lucio & Simplicio Godina) з міста Самар на Філіппінах (1908—1936);
- Дейзі та Віолетт Хілтон (Daisy & Violet Hilton) з Брігтона (Західний Сассекс, Англія), 1908—1969;
- Мері та Маргарет Гібб (Mary & Margaret Gibb) з міста Хольокє (Holyoke), штат Массачусетс (1912—1967);
- Івона та Івета МакКартер (Yvonne & Yvette McCarther) з Лос-Анджелеса (Каліфорнія), 1949—1992;
- Ладен та Лалех Біжані (Ladan & Laleh Bijani) з Шираза (Іран);
- Маша та Даша Крівошляпови (Маша и Даша Кривошляповы) з Москви (1950-2003);
- Роні та Доні Гальон (Ronnie & Donnie Galyon) з Огайо (нар. 1951), в наш час найстарші з живих сіамських близнюків;
- Лорі та Реба Шапелл (Lori & Reba Schappell) з Ридинга (Пенсільванія), нар. 1961), американські естрадні артистки;
- Ганжа та Джамуна Шрешта (Ganga & Jamuna Shreshta) з Непалу, зрослі близнюки, яких було розділено 2001 року завдяки унікальній операції в Сингапурі;
- Кріста та Татьяна Сіммс (Krista & Tatiana Simms) з Ванкувера (Британська Колумбія), народились у 2006 році, близнюки-краніопаги;
- В Гунтурі (Індія) було успішно розділено такі пари: Ram & Laxman 1992, Anjali & Geetanjali 1993, Rekha & Surekha 1998 та Veena & Vani 2004;
- Ебігейл та Бріттані Хенсел мають одне спільне тіло й виглядають, як двоголова дівчина.

## Фізичні особливості
Деякі із сіамських близнюків мають здатність до дітородження. Так вищезгадані Чанг та Енг Банкери одружились з різними жінками, котрі були сестрами, і змогли завести здорових дітей. У 28-річних Рози та Жосефи Блажек, які мали спільні статеві органи, народився абсолютно здоровий син Франц від галантного офіцера, шанувальника Рози.
З віком у сіамських близнюків часто накопичуються взаємні претензії та невдоволення поведінкою одне одного. Наприкінці життя Чанг Банкер почав багато пити й чинити скандали, тимчасом як його брат вів здоровіший спосіб життя та засуджував Чанга.
Зазвичай, якщо помирає один зі зрослих близнюків, смерть іншого настає за лічені години або дні. Так після смерті Чанга його брат помер через три години. Маша та Даша Крівошляпови мали спільну кровоносну систему, тому коли померла від інфаркту Маша, через 17 годин внаслідок інтоксикації настала смерть Даші (хоча вона не знала, що сестра померла, думаючи, що та спить).

## Хірургічне розділення
Бувають випадки розділення сіамських близнюків. Але водночас це може призвести до летальних наслідків.

## Коротка термінологія
В англомовному світі для позначення сіамських близнюків використовується термін «conjoined» — з'єднані. Як докладно висвітлюється в Rotten Library, цей термін досить спірний, оскільки натякає на те, ніби близнюків хтось з'єднав, але вони є такими з народження.

## Цікаві факти
Близнюки Чанг та Енг Банкери з Сіаму, від яких закріпилася ця назва «сіамські близнюки» у різних мовах, прожили вельми цікаве життя: народилися в родині рибалки, виступали в цирку, розбагатіли, купили плантацію з рабами, були одружені з двома сестрами й мали 21 дитину.